# Mustapha El Karouni
Mustapha El Karouni (Ougrée, 7 augustus 1968 - 8 december 2021) was een Belgisch lid van het Brussels Hoofdstedelijk Parlement.

## Levensloop
El Karouni, afkomstig uit Marokko, behaalde het diploma van licentiaat in de rechten aan de Universiteit van Luik. Hij werd beroepshalve advocaat en juridisch raadgever van de Moslimexecutieve en was ook onderzoeker aan het Laboratorium voor Juridische Antropologie van de Universiteit Parijs 1 Panthéon-Sorbonne.
Voor de Mouvement Réformateur was hij van 2007 tot 2009 lid van het Brussels Hoofdstedelijk Parlement ter opvolging van de overleden Jacques Simonet.